# Польотне
Польо́тне (рос. Полётное) — село у складі району імені Лазо Хабаровського краю, Росія. Адміністративний центр Польотненського сільського поселення.

## Населення
Населення — 1156 осіб (2010; 1187 у 2002).
Національний склад (станом на 2002 рік):
- росіяни — 89 %